# Ivan Vargić
Ivan Vargić (nascut el 15 de març de 1987) és un futbolista professional croat que juga com a porter a l'HNK Rijeka a la Prva HNL, i a la selecció croata.

## Carrera de clubs

### Osijek
Després de dues cessions a l'HNK Vukovar '91 de la 2. HNL croata i al FC Honka a la Veikkausliiga finesa, Vargić va debutar amb l'NK Osijek a la 1. HNL l'abril de 2009. Va disputar-hi 36 partits de lliga abans de deixar el club el 2013.

### Rijeka
El 5 de febrer de 2013, l'HNK Rijeka va anunciar que havia cotnractat Vargić amb un contracte de quatre anys i mig. Durant la temporada 2015–16 a la primera divisió croata, Vargić va trencar dos rècords del Rijeka: la sèrie més llarga d'imbatibilitat i el porter amb més clean sheets en una temporada. Del 2 d'agost de 2015 al 4 d'octubre de 2015, no va rebre ni un gol, en 783 minuts consecutius, la qual és la segona sèrie més llarga en la història de la 1. HNL. Durant la temporada 2015–16 va rebre només 13 gols en 32 partits, amb 21 partits amb la porteria a zero.

### Lazio
L'1 de febrer de 2016, la premsa italiana i la croata varen anunciar que la SS Lazio havia contractat Vargić per 2.7 milions d'euros. La Lazio va cedir immediatament el jugador al Rijeka fins al 30 de juny de 2016.

## Carrera internacional
Vargić ha jugat amb la selecció croata sub-21. El 12 de novembre de 2014, va debutar amb la selecció absoluta en un partit amistós contra l'Argentina, entrant com a suplent per Lovre Kalinić. Fou seleccionat per disputar l'Eurocopa 2016 a França.

## Estadístiques
| Temporada | Club          | Lliga         | Lliga   | Lliga | Lliga | Copa i Supercopa | Copa i Supercopa | Copa i Supercopa | Europa  | Europa | Europa | Total   | Total | Total |
| Temporada | Club          | Lliga         | Partits | GC    | CS    | Partits          | GC               | CS               | Partits | GC     | CS     | Partits | GC    | CS    |
| --- | ------------- | ------------- | ------- | ----- | ----- | ---------------- | ---------------- | ---------------- | ------- | ------ | ------ | ------- | ----- | ----- |
| 2006–07 | Vukovar '91   | 2. HNL        | 30      | 42    | 10    | 3                | 3                | 1                | –       | –      | –      | 33      | 45    | 11    |
| 2007–08 | NK Osijek     | 1. HNL        | –       | –     | –     | –                | –                | –                | –       | –      | –      | 0       | 0     | 0     |
| 2008 | Honka         | Veikkausliiga | –       | –     | –     | –                | –                | –                | –       | –      | –      | 0       | 0     | 0     |
| 2008–09 | NK Osijek     | 1. HNL        | 7       | 10    | 1     | –                | –                | –                | –       | –      | –      | 7       | 10    | 1     |
| 2009–10 | NK Osijek     | 1. HNL        | –       | –     | –     | 2                | 1                | 1                | –       | –      | –      | 2       | 1     | 1     |
| 2010–11 | NK Osijek     | 1. HNL        | –       | –     | –     | –                | –                | –                | –       | –      | –      | 0       | 0     | 0     |
| 2011–12 | NK Osijek     | 1. HNL        | 11      | 17    | 0     | 4                | 5                | 2                | –       | –      | –      | 15      | 22    | 2     |
| 2012–13 | NK Osijek     | 1. HNL        | 18      | 17    | 8     | 4                | 6                | 1                | 4       | 7      | 1      | 26      | 30    | 10    |
| 2012–13 | NK Rijeka     | 1. HNL        | 1       | 1     | 0     | –                | –                | –                | –       | –      | –      | 1       | 1     | 0     |
| 2013–14 | NK Rijeka     | 1. HNL        | 34      | 34    | 12    | 7                | 3                | 4                | 11      | 12     | 3      | 52      | 49    | 19    |
| 2014–15 | NK Rijeka     | 1. HNL        | 28      | 24    | 12    | 4                | 4                | 1                | 11      | 10     | 4      | 43      | 38    | 17    |
| 2015–16 | NK Rijeka     | 1. HNL        | 32      | 13    | 21    | 3                | 4                | 1                | 1       | 3      | 0      | 36      | 20    | 22    |
| Total Osijek | Total Osijek  | Total Osijek  | 36      | 44    | 9     | 10               | 12               | 4                | 4       | 7      | 1      | 50      | 63    | 14    |
| Total Rijeka | Total Rijeka  | Total Rijeka  | 95      | 72    | 45    | 14               | 11               | 6                | 23      | 25     | 7      | 132     | 108   | 58    |
| Total Carrera | Total Carrera | Total Carrera | 161     | 158   | 64    | 27               | 26               | 11               | 27      | 32     | 8      | 215     | 216   | 83    |
| Clau: Partits = partits jugats; GC = gols en contra; CS = clean sheets (partits amb la porteria a zero). Darrera actualització: 1 maig 2016. |               |               |         |       |       |                  |                  |                  |         |        |        |         |       |       |